# Municipio de Montevallo
El municipio de Montevallo (en inglés, Montevallo Township) es un municipio del condado de Vernon, Misuri, Estados Unidos. Tiene una población estimada, a mediados de 2021, de 267 habitantes.

## Geografía
Está ubicado en las coordenadas 37°42′7″N 94°6′54″O / 37.70194, -94.11500. Según la Oficina del Censo de los Estados Unidos, tiene una superficie total de 102.41 km², de la cual 102.06 km² corresponden a tierra firme y 0.35 km² son agua.

## Demografía
Según el censo de 2020, en ese momento había 325 personas residiendo en la zona. La densidad de población era de 3.18 hab./km². El 91.08 % de los habitantes eran blancos, el 0.62 % eran afroamericanos, el 0.92 % eran de otras razas y el 7.38 % eran de una mezcla de razas. Del total de la población, el 1.54 % eran hispanos o latinos de cualquier raza.